# Hayato Ikeda
Hayato Ikeda (池田 勇人, Ikeda Hayato, 3 de desembre de 1899 - 13 d'agost de 1965) va ser un polític japonès que va exercir com a Primer Ministre del Japó entre 1960 i 1964. És conegut sobretot pel seu Pla de duplicació d'ingressos, que prometia duplicar la mida de l'economia del Japó en 10 anys, i per presidir els Jocs Olímpics d'Estiu de 1964.